# (4462) Vaughan
(4462) Vaughan – planetoida z pasa głównego asteroid okrążająca Słońce w ciągu 5 lat i 144 dni w średniej odległości 3,07 j.a. Została odkryta 24 kwietnia 1952 roku w McDonald Observatory w Fort Davis. Nazwa planetoidy pochodzi od Curtisa T. Vaughana, Jr. amerykańskiego biznesmena i astronoma amatora. Przed nadaniem nazwy planetoida nosiła oznaczenie tymczasowe (4462) 1952 HJ2.